# Winter (hrabstwo Sawyer)
Winter – wieś w Stanach Zjednoczonych, w stanie Wisconsin, w hrabstwie Sawyer.